# Ferdinando Margutti
Ferdinando Margutti, detto Nando (Fiamignano, 19 aprile 1934 – Avezzano, 6 novembre 2020), è stato un politico italiano.

## Biografia
Nato a Fiamignano, in provincia di Rieti, il 19 aprile 1934 Ferdinando Margutti si trasferì da bambino ad Avezzano, in Abruzzo. Laureato in Giurisprudenza, nel corso della sua carriera politica è stato più volte eletto consigliere comunale di Avezzano e consigliere regionale d'Abruzzo.
A cavallo tra gli anni settanta e ottanta ha diretto il consorzio per lo sviluppo del nucleo industriale di Avezzano.
Fu eletto alla Camera nel gruppo politico della Democrazia Cristiana con le elezioni politiche del 1992.
Durante il mandato ha fatto parte della segreteria della commissione grazia e giustizia e della giunta per le autorizzazioni a procedere nonché del comitato parlamentare per i procedimenti di accusa.
È stato per anni un componente della Fondazione della Cassa di Risparmio della provincia dell'Aquila. Nel biennio 2000-2001 è stato presidente del Lions Club di Avezzano.
Morto il 6 novembre 2020 a 86 anni, viene ricordato per aver svolto un ruolo importante per lo sviluppo socioeconomico della Marsica; tra le varie iniziative ha perorato la causa dell'istituzione della provincia di Avezzano e ha favorito l'istituzione nella città marsicana della sede distaccata della facoltà di Giurisprudenza dell'Università degli Studi di Teramo.